# Rudolf Drews
Rudolf Drews (* 1. August 1920; † 19. April 2006) war ein deutscher Fußballspieler, der als Torwart in den 1930er und 1940er Jahren aktiv war.

## Sportlicher Werdegang
Drews wurde bereits im Alter von 19 Jahren Stammtorhüter von Holstein Kiel in der Gauliga Nordmark. Ab dem Sommer 1942 wurde die Gauliga Nordmark aufgrund des voranschreitenden Zweiten Weltkriegs weiter unterteilt. Mit den „Störchen“, wie die Spieler von Holstein Kiel auch genannt werden, die nun in der Gauliga Schleswig-Holstein antraten, erreichte er als Meister zweimal die Endrunde der deutschen Meisterschaft. 1943 schlug Holstein Kiel im Viertelfinale nicht zuletzt dank seiner Leistungen sensationell den mehrfachen Meister FC Schalke 04 mit 4:1 und scheiterte erst im anschließenden Halbfinale am späteren Deutschen Meister Dresdner SC mit 1:3. Das abschließende Spiel um den dritten Platz gewann er jedoch an der Seite von Ottmar Walter, Franz Linken und Kurt Krüger am 26. Juni 1943 im Berliner Poststadion mit 4:1 gegen den Wiener Klub First Vienna FC 1894.
Später war Drews in Kriegsgefangenschaft. Ab 1947 lief er wieder für Holstein Kiel auf. Bis 1950 bestritt er 39 Spiele in der Oberliga Nord.